# Kelechi Osunwa
Collins Kelechi Osunwa (né le 15 octobre 1984) est un footballeur international nigérian, jouant actuellement dans le club soudanais d'Al Merreikh Omdurman depuis janvier 2017.

## Biographie
Au Soudan, il termine cinq fois meilleur buteur du championnat (2006 avec 18 buts, 2007 avec 20 buts , 2009 avec 21 buts, 2012 avec 18 buts et 2016 avec 38 buts).
Il est international nigérian à deux reprises : la première le 20 octobre 2004, lors du tournoi LG Cup, contre la Libye, en tant que titulaire, match se soldant par une défaite deux buts à un ; la seconde lors d'un match amical contre le Kenya le 27 mai 2007, se soldant par une victoire sur le score d'un but à zéro.
Bien que nigérian, il est présélectionné pour la CAN 2012 avec le Soudan, sans toutefois être retenu dans le groupe final.